# 길안초등학교 길송분교
길안초등학교 길송분교는 대한민국 경상북도 안동시 길안면 송사리에 있는 공립 초등학교이다.

## 학교 연혁
- 1934년 6월 15일 길안공립보통학교 부설 송사간이학교 개교
- 1944년 4월 1일 길송국민학교 승격
- 1972년 3월 7일 대사분교장 개설
- 1979년 3월 5일 금곡분교장 개설
- 1991년 3월 1일 병설유치원 개설
- 1996년 3월 1일 길송초등학교로 개칭
- 1997년 3월 1일 길안초등학교 분교장으로 편입

## 같이 보기
- 안동 송사동 소태나무 (천연기념물 제174호)

## 참고 자료
- 길안초등학교길송분교장 - 한국교육학술정보원 학교알리미